# Gomortegaceae
Gomortegaceae је мала фамилија скривеносеменица из реда Laurales. Статус фамилије има у неколико класификационих схема.
По APG II систему класификације, фамилија спада у ред Laurales и садржи само један род (Gomortega), са једном чилеанском врстом Gomortega keule.